# إبراهيم الدروبي
إبراهيم بن عبد الغني بن محمد الدروبي البغدادي، ولد في بغداد في محلة الصدرية بمنطقة باب الشيخ عام 1312 هـ/1894م، ونشأ وتعلم بالمدارس الدينية وفي مساجد بغداد، ودرس على شيوخ بغداد علوم الفقه والتفسير وآداب اللغة العربية، وحاز على الإجازة العلمية من بعضهم على ما أتقنه من علوم ومعارف.

## عمله
اشتغل في القضاء في المحاكم الشرعية، وكانت له مكانة مرموقة فاق فيها أقرانه، كما تعلم فن الخط العربي وكان خطاطاً بارعاً نسخ بخطه أكثر من 360 مخطوطة، فحفظ لنا عدداً من المخطوطات، ولولاهُ لضاعت أصولها.
وممن كتب له من المخطوطات السيد محمود شكري الآلوسي، والمؤرخ عباس العزاوي، والأب أنستاس الكرملي وغيرهم، ويعده عماد عبد السلام رؤوف من أهم المؤرخين العراقيين المتأخرين، وأوسعهم دراية بتاريخ الأسر البغدادية نهاية العهد العثماني، ويصفه جمال الدين فالح الكيلاني أنه أهم من كتب في الدراسات القادرية في مطلع القرن العشرين.

## مؤلفاته

غلاف كتاب البغداديون أخبارهم ومجالسهم 1958

ألّف الدروبي الكثير من المؤلفات والكتب. ونشرها في الصحف والمجلات، ومن كتبهِ:-
1. الباز الأشهب في حياة الشيخ عبد القادر الجيلاني.
2. المختصر في تاريخ شيخ الإسلام عبد القادر الجيلاني وأولاده.
3. البغداديون أخبارهم ومجالسهم - طبع بمطبعة الرابطة - بغداد 1958.
4. وزراء بغداد.
5. نساء بغداد.
6. قضاة بغداد.
7. تاريخ نقباء بغداد في العهد العثماني.

## وفاته
توفي إبراهيم الدروبي في بغداد ليلة الثلاثاء في 2 جمادى الأولى 1379 هـ/2 نوفمبر 1959م. ودفن في مقبرة الغزالي.